# Quartier de Reuilly
Pour les articles homonymes, voir Reuilly.
Le quartier de Reuilly est un quartier historique de l'est de Paris dans le 12e arrondissement, aussi connu comme l'arrondissement de Reuilly. Il est centré sur la rue de Reuilly et bordé par les rues du Faubourg-Saint-Antoine, Chaligny, de Picpus et l'avenue Daumesnil.

## Origine du nom
Le lieu est attesté sous la forme Rovuliaco en 625, similaire aux formes Rullacium (637), ancien nom de Reuilly dans l'Indre, and Rullyacus (1181), designant Reuilly dans l'Eure.
Selon Michel Roblin, le toponyme vient du diminutif latin rubellum (de rubus), qui donne la désignation dialectale de la ronce, reuille. Ernest Nègre analyse le toponyme comme le nom propre Regullus attaché au suffixe -acos (« appartenant à »).

## Historique
Selon Jean de La Tyna, en ce lieu nommé Romiliacum, il y avait un château (appelé plus tard Château de Reuilly) où le roi Dagobert répudia sa femme Gomatrude en 629. Il servit longtemps de séjour aux rois mérovingiens. Il existe un document daté de 637 associant Dagobert (629-639) au nom de Reuilly (Ruilliacum), mais il semble se référer plutôt à Reuilly dans l'Indre, car ce manuscrit associe Reuilly  à d'autres lieux du Berry[réf. nécessaire]. L'authenticité de ce document a été mise en doute pour des raisons de style et de date,,, mais Reuilly (dans l'Indre) aurait bien été rattaché à l'abbaye de Saint-Denis à la fin du Xe siècle.
Le château fut peu à peu abandonné après être passé aux mains du roi Jean II le Bon, puis d'Humbert de la Tour-du-Pin au XVIe siècle[réf. nécessaire].
C'est dans l'antique palais de Reuilly (Romiliacum), que Dagobert Ier, en 629, répudia sa femme Gomatrude. Ce palais était encore, en 1359, la propriété des rois de France car, à cette époque, le roi Jean II promit à Humbert, patriarche d'Alexandrie, de lui en faire la cession. La zone devint finalement une sorte de cour des miracles.
Malgré la présence du château, la terre de Reuilly resta pour l'essentiel une friche jusqu'au début du XVIIe siècle. Desservi par le Faubourg Saint-Antoine, le hameau de Reuilly devint le village de Reuilly. Il fut finalement rattaché à Paris, en même temps que le faubourg Saint-Antoine en 1702.
Reuilly faisait partie du 8e des 12 anciens arrondissements de Paris lors de la création de ceux-ci en 1795 ; il fut incorporé dans le 12e lors de l'extension Paris en 1860.

### Les Templiers et les Hospitaliers
Le membre de Reuilly est un des premiers domaines que les Templiers possédaient à Paris, en fait en dehors des murs de Paris à cette époque. Le domaine de Reuilly fut donné aux Templiers par Mathieu de Beaumont, grand chambellan du roi, en 1152, par lettres,.
Le prieur du Temple possédait en plus les cens ou rentes seigneuriales à La Courtille, à Belleville, à la Villette-Saint-Lazare, à Montreuil sous le bois de Vincennes avec une partie de la haute justice comme indiqué dans une déclaration de 1664,.

## Sites particuliers
Parmi les lieux portant ce nom, on trouve :
- Le jardin de Reuilly - Paul-Pernin construit sur l'emplacement de la gare de Reuilly, ancienne gare de triage.
- La caserne de Reuilly
- La coulée verte René-Dumont et une partie du viaduc des Arts.
- L'école Boulle
- L'ancienne manufacture des tabacs de Paris-Reuilly.

## Sources
- Eugène Mannier, Les commanderies du grand prieuré de France d'après les documents inédits conservés aux archives nationales à Paris, Paris, 1872 (lire en ligne)